# Una bionda sotto scorta
Una bionda sotto scorta (Chasers) è un film del 1994, l'ultimo diretto da Dennis Hopper.

## Trama
Il 4 luglio, festa nazionale del Giorno dell'indipendenza negli Stati Uniti, un burbero sergente della Marina Militare e un giovane marinaio che è alla vigilia del congedo, devono scortare con un furgone militare una bionda e procace detenuta verso una base navale, da dove verrà portata al carcere militare per scontare una pena detentiva per diserzione. Il giovane marinaio simpatizza apertamente per la detenuta, che si "divora" con gli occhi, mentre il burbero sergente cerca di rendere il viaggio il più breve possibile. Road movie movimentato, con continui colpi di scena, tentativi di fuga della detenuta favoriti dal comportamento troppo condiscendente del marinaio, catture della medesima altrettanto movimentate, fino all'arrivo a destinazione. Qui si svolge un epilogo a sorpresa.